# Favières (Somme)
Favières is een gemeente in het Franse departement Somme (regio Hauts-de-France) en telt 462 inwoners (2018). De plaats maakt deel uit van het arrondissement Abbeville.

## Geografie
De oppervlakte van Favières bedraagt 12,7 km², de bevolkingsdichtheid is 37,0 inwoners per km².
De onderstaande kaart toont de ligging van Favières (Somme) met de belangrijkste infrastructuur en aangrenzende gemeenten.

## Demografie
Onderstaande figuur toont het verloop van het inwonertal (bron: INSEE-tellingen).

## Geboren in Favières
- de gebroeders Caudron (Gaston Caudron (1882-1915) en René Caudron) (1884-1959), luchtvaartpioniers